# Shuttle Carrier Aircraft

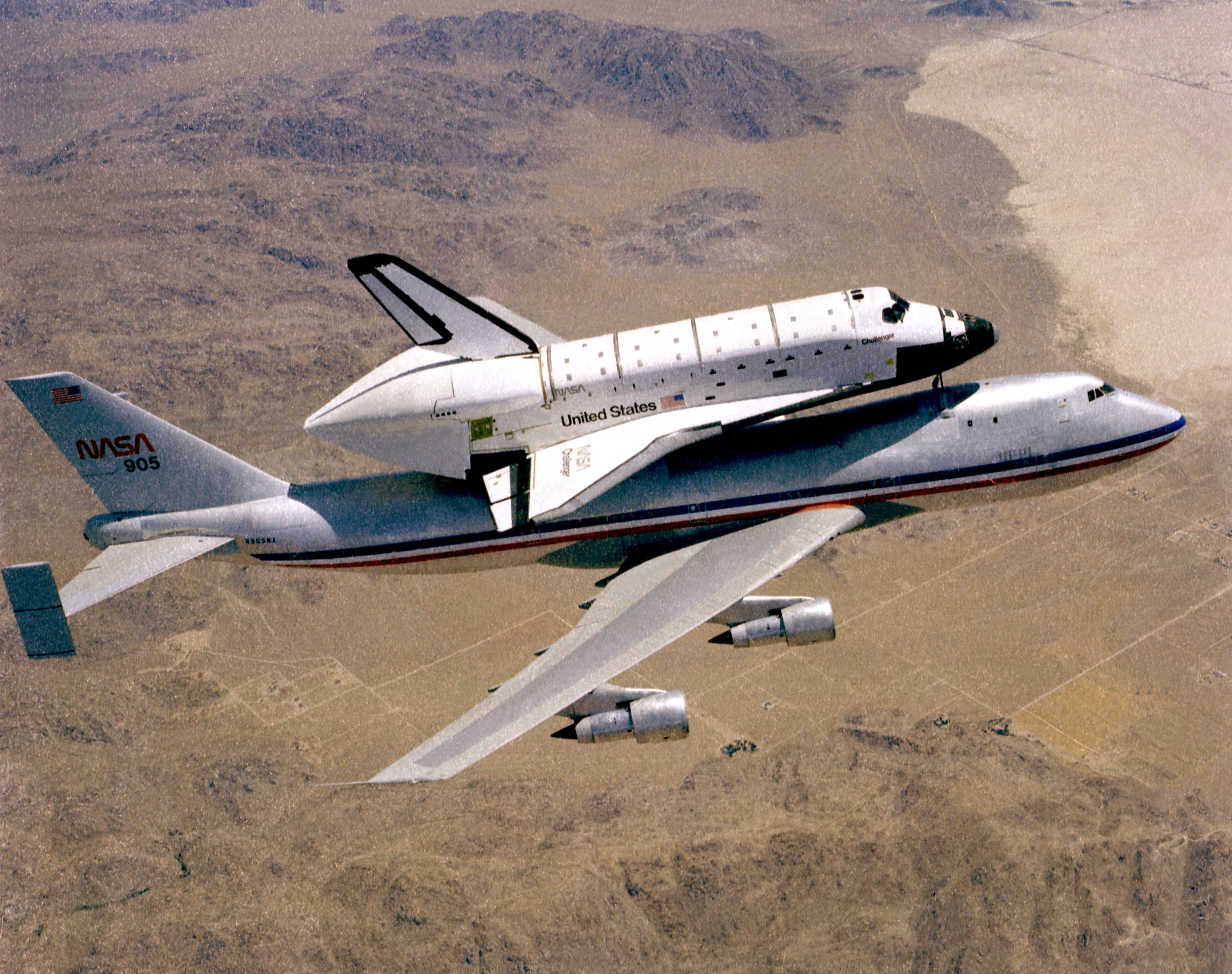
905 med Challenger över Dryden, 1982

Shuttle Carrier Aircraft är två modifierade Boeing 747 flygplan som ägs av NASA. Flygplanen användes för att transportera NASA:s rymdfärjor mellan Dryden Flight Research Center, Edwards Air Force Base, Marshall Space Flight Center, White Sands Missile Range och Kennedy Space Center.

## Exemplar

### 905
905 införskaffades 1974 och genomgick modifiering 1976. 1977 började 905 göra olika testflygningar med rymdfärjan Enterprise på ryggen.
Efter att rymdfärjorna pensionerats 2011, användes flygplanet för att transportera färjorna till olika museum.
Sedan 2014 är flygplanet uppställt i Houston, Texas

### 911
911 införskaffades 1988. 1991 gjorde den sin första flygning med en rymdfärja, då den levererade Endeavour till Kennedy Space Center.
Sedan 2014 är flygplanet uppställt i Palmdale, Kalifornien

## I populärkulturen
I Bondilmen Moonraker sker just en sådan transport i början av filmen, men två bovar stjäl rymdfärjan under transporten och flygplanet havererar..